# Ерогенна зона
Ерогенната зона (от гръцки: ἔρως [érōs] – любов; и γενής [genḗs] – роден) е област на човешкото тяло, която има повишена чувствителност и чиято стимулация може да доведе до релаксация, сексуални фантазии, сексуална възбуда и оргазъм.
Ерогенните зони са разположени по цялото човешко тяло, но чувствителността на всяка една варира и зависи от концентрацията на нервните окончания, които могат да осигурят приятни усещания, когато са стимулирани. Докосването на ерогенна зона на друг човек се разглежда като акт на физическа близост. Някои хора може да се възмущават от подобен тип стимулация, докато за други това може да се окаже приятно изживяване.

## Класификация
Ерогенните зони могат да бъдат класифицирани според вида на сексуалния отговор, който те генерират. В лека възбуда може да се изпадне, когато клепачите, веждите, слепоочията, рамената, ръцете, китките или косата са едва доловимо докоснати. Лекото докосване или помилване по тези зони стимулира партньора по време на любовната игра и увеличава нивото на възбуда. Също така масажирането на коремната област в комбинация с целувки или просто докосване на пъпа може да бъде вид стимулация.

### Полови органи
Най-чувствителните ерогенни зони са половите органи:
- мъжки – при мъжете това са главичката на пениса, горната страна на главичката, препуциума, предната страна на скротума, областта между скротума и ануса, перинеума и около ануса.[1] Простатната жлеза може да бъде стимулирана от вътрешността на ректума, като например чрез анален секс или чрез прилагане на натиск върху основата на перинеума близо до ануса.[2][3][4]

- женски – ерогенни зони за жените са части от вулвата, особено клиторът.[5] Вагината не е особено чувствителна, но в нейната област в близост до входа се намира концентрация на нервни окончания, които могат да осигурят приятни усещания по време на сексуалната активност, когато са стимулирани.[6][7][8][9]

### Глава
За много хора ерогенни зони по главата са устата, скалпа, врата или ушите:
- уста – устните и езика са чувствителни и могат да бъдат стимулирани чрез целувки, близане или смучене. Ухапване по устната също може да доведе до сексуална стимулация.
- скалп – масажирането на скалпа, при което се стимулират космените фоликули, може да бъде изключително стимулиращо.
- врат – шията, зоните на ключицата и задната част на врата са много чувствителни и при двата пола. Те могат да бъдат стимулирани чрез близане, целуване, галене или леко ухапване.
- уши – за някои хора шепненето и тежкото дишане в ухото, както и близането, хапането, галенето или целуването му, особено в областта на и зад меката част на ухото, могат да бъдат приятни и релаксиращи.

### Туловище
Ерогенните зони по туловището са тези на гърдите, областта на корема и кръста:
- гърди – ареолата и зърното са с висока концентрация на нервни окончания, а космите, намиращи се около тях, добавят допълнителна чувствителност. Цялата гърда разполага с мрежа от нервни окончания, като броят им е един и същ без значение колко голяма е гърдата, заради което по-големите гърди обикновено се нуждаят от повече стимулация, отколкото по-малките.
- корем – за много хора стимулацията чрез целувки, хапане, драскане, гъделичкане или галене на корема може да бъде приятна, особено в близост до срамната област. Това може да доведе до силна възбуда при двата пола, а в някои случаи дори по-силна от стимулиране на гениталиите. Пъпът е един от многото ерогенни зони, които е с повишена чувствителност.[10]
- кръст – триъгълната кост, разположена в близост до основата на гръбнака, също е ерогенна зона.[11]

### Горни крайници
- ръце – кожата на ръцете, и по-специално по-меката, намираща се от вътрешната страна и тази по вентралната страна на лактите, са силно чувствителни. Галенето с пръсти и език или по-енергичното целуване по тези области може да доведе до възбуда и в някои случаи да предизвика оргазъм, без да е осъществен директен контакт с половите органи.
- подмишници – за някои хора ерогенна зона може да бъде и областта под мишниците.
- пръсти – човешките пръсти са втората най-чувствителна част на тялото след езика. По техните върхове се намират нервни окончания, благодарение на които могат да се усещат много леки докосвания. Страничните им области са по-малко чувствителни, но реагират по-силно на гъдел.

### Долни крайници
- крака – бедрата са чувствителни на допир, а гъделичкането по задните части на краката и коленете също може да бъде чувствително за някои хора.
- ходила – поради концентрацията на нервни окончания в ходилата и пръстите на човешкия крак усещане, предизвикано от тяхното близане или смучене, може да бъде приятно за някои хора. По подобен начин масажирането на ходилото може да доведе до подобна стимулация. Много хора са изключително чувствителни на гъдел в областта на краката, особено по стъпалата.